# Croton amphileucus
Espèce
Croton amphileucus est une espèce de plantes à fleurs du genre Croton et de la famille des Euphorbiaceae, originaire du Mexique (Veracruz et Hidalgo).